# Дан захвалности (Канада)
Дан захвалности (енгл. Thanksgiving, фр. Action de grâce или енгл. Thanksgiving Day,  фр. Jour de l'Action de grâce) јесте канадски празник који се празнује другог понедељка у октобру. Изван земље, може се назвати Канадским даном захвалности како би се разликовао од истоименог америчког празника и сродних прослава у другим земљама и регионима.
Дан захвалности се званично обележава као годишњи празник у Канади од 6. новембра 1879. Иако је датум варирао по годинама и није био фиксан, обично је то био други понедељак у октобру.
Дана 31. јануара 1957. године, генерални гувернер Канаде Винсент Мејси издао је проглас у којем се наводи: „Дан опште захвалности Свемогућем Богу за обилну жетву којом је Канада благословљена – обиљежава се другог понедјељка у октобру.
Овим даном се обележава крај жетвене сезоне и одаје захвалност Богу.

## Државни празник
Дан захвалности је статутарни празник у већем делу Канаде, а факултативни празник у атлантским провинцијама Острво Принца Едварда, Њуфаундленд и Лабрадор, Нова Шкотска и Њу Бранзвик. Компаније које регулише савезна влада, попут оних у сектору телекомуникација и банкарства, свуда препознају празник.

## Традиционални празник
Као литургијски празник, Дан захвалности за еквивалент има британски и континентални европски фестивал жетве, са црквама украшеним роговима изобиља, бундевама, кукурузом, сноповима пшенице и другом жетвом. Док је прави празник Дана захвалности у понедељак, Канађани се могу окупити на прослави Дана захвалности било ког дана током дугог викенда; међутим, најчешће се окупљају недељом. Намирнице које се традиционално служе на Дан захвалности укључују печену ћуретину, говеђе печење, шунку, надев, пире кромпир са сосом, слатки кромпир, сос од бруснице, кукуруз шећерац, разно јесење поврће (укључујући разне врсте тиквица, али и прокељ, прокулице), питу од јабука и глазирани јам. Могу се послужити и разна регионална јела и десерти, укључујући лососа, дивљач, Јиггс вечеру са пудингом од грашка, торте са путером и Нанаимо барове.
У канадском фудбалу, Канадска фудбалска лига је обично одржавала даблхедер (у бејзболу, два меча који играју исте екипе у једном дану), што се сматра класикин за Дан захвалности. То је једна од две недеље у којима се лига игра понедељком поподне, друга је класична утакмица за празник рада.
Многе заједнице у Канади одржавају догађаје у недељи пре и/или на дан празника. На пример, Маркхамски сајам је годишњи фестивал пољопривреде и жетве који се одржава током викенда пре Дана захвалности, Октоберфест у Киченер-Ватерло одржава годишњу параду у којој учествују локални музичари, глумци, марширајућих бендова као и знамените личности, и Форт Ленгли одржава широко посећени комшијски фестивал који слави жетву брусница, на којем се продају локални занати, производи и занатска роба.

## Историја
Према неким историчарима, прва прослава Дана захвалности у Северној Америци догодила се 1579. године након безбедног искрцавања флоте Мартина Фробишера у Њуфаундленд, након неуспешног покушаја потраге за Северозападним пролазом. Његово треће путовање, у област залива Фробишер на Бафиновом острву на данашњој канадској територији Нунавут, покренуто је са намером да започне мало насеље. Његова флота од петнаест бродова била је опремљена људима, материјалима и намирницама. Међутим, губитак једног од његових бродова услед контакта са ледом, заједно са многим грађевинским материјалом, спречио га је у томе. Експедицију су мучиле ледене и чудне олује, које су повремено распршиле флоту; на поновном састанку на њиховом сидришту у заливу Фробишер, „... Мејстер Волфал, учени човек, кога је Савет Њеног Величанства именовао за њиховог министра и проповедника, одржао им је побожну проповед, посебно их подстичући да буду захвални Богу за њихово чудно и чудесно избављење на тим тако опасним местима. ...“. Они су славили Свето Причешће и „Слављење божанске тајне било је први знак, размера и потврда Христовог имена, смрти и страсти икада познатих у свим овим крајевима“. (Схватање да је Фробишерова служба прва на континенту је постала спорна, пошто су Шпанци спроводили сличне службе у шпанској Северној Америци средином 16. века, деценијама пре Фробишеровог доласка.)
Годинама касније, француски досељеници, који су прешли океан и стигли у Канаду са истраживачем Самјуелом де Шампленом, из 1604. године, такође су одржавали празнике захвалности. Формирали су Order of Good Cheer и одржавали гозбе са својим суседима из првих народа, на којима се делила храна
Након што је Седмогодишњи рат завршен 1763. године, када је Нова Француска предата Британцима, грађани Халифакса одржали су посебан дан захвалности. Дани захвалности су се обележавали почев од 1799. године, али се нису дешавали сваке године.
Током и након америчке револуције, америчке избеглице које су остале лојалне Великој Британији преселиле су се из нових независних Сједињених Држава у провинције које ће се касније ујединити као Доминион Канаде, као што су Нова Шкотска и Провинција Квебек. Они су у Канаду донели обичаје и обичаје америчког Дана захвалности, као што су ћуретина, бундева и тиквице.
Доња Канада и Горња Канада су обележавали Дан захвалности на различите датуме; на пример, 1816. обе су славиле Дан захвалности за завршетак рата 1812. између Француске, САД и Велике Британије, при чему је Доња Канада обележавала дан 21. маја, а Горња Канада 18. јуна (Дан Ватерлоа). Године 1838, Доња Канада је искористила Дан захвалности да прослави крај побуне Доње Канаде. Након побуна, две Канаде су спојене у уједињену провинцију Канаде, која је обележавала Дан захвалности шест пута од 1850. до 1865. Током овог периода, Дан захвалности је био свечана прослава средином недеље.
Први Дан захвалности након Конфедерације обележен је као грађански празник 5. априла 1872. како би се прославио опоравак принца од Велса (касније краља Едварда VII) од тешке болести.
Много година пре него што је проглашен државним празником 1879. године, Дан захвалности се славио или крајем октобра или почетком новембра. Од 1879. надаље, Дан захвалности се обележава сваке године, а датум је првобитно био четвртак у новембру. После Првог светског рата, амандманом на Закон о Дану примирја утврђено је да ће се Дан примирја и Дан захвалности, почевши од 1921. године, обележавати у понедељак у недељи у којој је наступио 11. новембар. Десет година касније, 1931. године, два дана су постала одвојени празници, а Дан примирја је преименован у Дан сећања. Од 1931. до 1957. године, датум је био одређен прогласом, који је углавном падао на други понедељак у октобру, осим 1935. године, када је померен због општих избора. 1957. Парламент је за Дан захвалности одредио други понедељак у октобру. Тема празника Дана захвалности се такође мењала сваке године како би одражавала важан догађај на коме треба бити захвалан. У својим раним годинама био је за обилну жетву и повремено за посебну годишњицу.